# Sponda idraulica

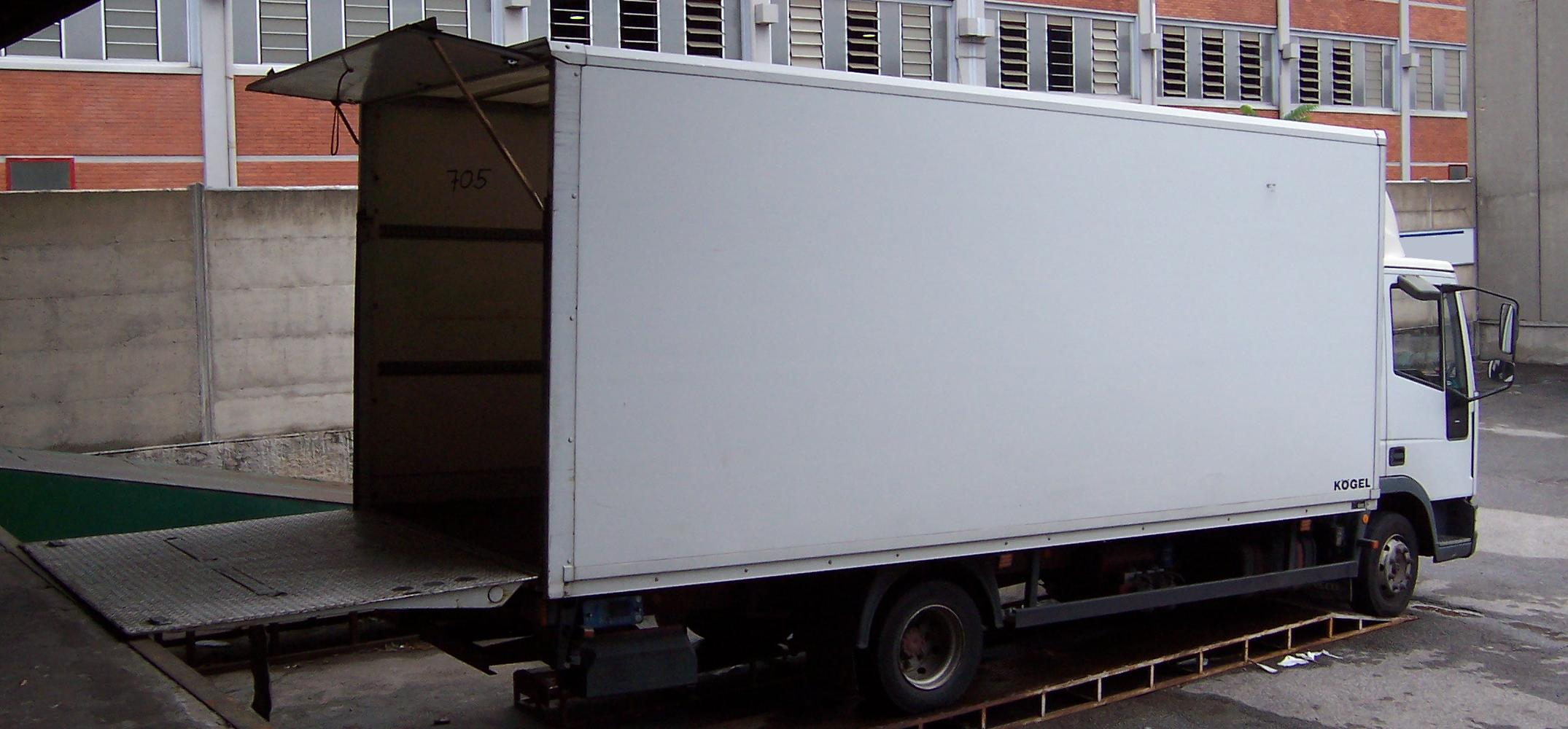
Autocarro furgonato dotato di sponda montacarichi posteriore.

La sponda idraulica, detta anche "sponda montacarichi" oppure "sponda caricatrice", è un apparecchio di sollevamento, applicato su autocarro e mezzi di trasporto merci in genere, atto alla movimentazione del carico o di parti di esso (ad es. pallets, colli, roll container, ecc.) dal piano di carico a terra o viceversa.
È una apparecchiatura che facilita le operazioni di scarico e carico delle merci, specialmente nella fase di consegna al cliente finale, a fronte d'altro canto di una diminuzione della portata utile dell'automezzo a causa dell'aumento della tara.
Può essere di varie tipologie: verticali (o più comunemente dette "a battuta"), retrattili, ad uno o più ripiegamenti, e con varie capacità di sollevamento (in genere da 750 a 3.000 kg).